# 尤坦 (內布拉斯加州)
尤坦（英語：Yutan）是位於美國內布拉斯加州桑德斯縣的城市。

## 人口
根據2020年美國人口普查的數據，尤坦的面積為1.49平方千米，皆為陸地。當地共有人口1347人，而人口密度為每平方千米904人。